# Branko Lazarević
Branko Lazarević (14 de maio de 1984) é um futebolista profissional sérvio que atua como meia.

## Carreira
Branko Lazarević representou a Seleção Servo-Montenegrina de Futebol nas Olimpíadas de 2004.